# Neil Roberts
Neil Roberts (1960 – 18. listopadu 1982) byl punker a anarchista, který spáchal sebevražedný bombový útok na zařízení zajišťující hlavní počítačovou databázi novozélandské policie sídlící ve městě Whanganui. Při sebevražedném útoku byl jediný, kdo zahynul, a počítačový systém zůstal neponičen. Před útokem nastříkal sprejem slogan: „WE HAVE MAINTAINED A SILENCE CLOSELY RESEMBLING STUPIDITY“ následovaný symbolem anarchismu „A“ v kruhu se slovy „anarchy – peace thinking“. Před útokem byl aktivní v protestních hnutích.